# Fighting Fantasy
A Fighting Fantasy (magyarul Kaland Játék Kockázat vagy Fantázia Harcos), egy lapozgatós játékkönyv-sorozat. Eredeti szerzőik Steve Jackson és Ian Livingstone, de később mások is csatlakoztak hozzájuk. A legtöbb rész a Titánon, egy fantasy világon játszódik, de vannak a sorozatban sci-fi és a jelenkori földön játszódó horror könyvek is. Az eredeti sorozat a Puffin Books kiadásában jelent meg az 1980-as években, valamint az 1990-es évek elején, majd a 2000-es években a Wizard Books újraindította. A 2016-os évtől a Scholastic Books jelentette meg Ian Livingstone új köteteit és újra kiadott a Fighting Fantasy kötetekből párat.
Steve Jackson önálló sorozata a Sorcery! (magyarul Kaland Játék Varázslat), mely szintén a Titánon játszódik (annak egy önálló kontinensén, az Óvilágon).
A lapozgatós könyveket egy idő után a Titán világleírása, szerepjáték és regények egészítették ki.
Magyarországon 1989-1992 között a Rakéta Könyvkiadó kezdett bele a sorozatba Kaland Játék Kockázat címmel, majd 1992-1993 között az Új Vénusz kiadó folytatta Fantázia Harcos névvel, majd az ezredfordulón még kiadott a Szukits két részt. 2020-tól a Chameleon Comix lett a hivatalos magyarországi kiadója Steve Jackson és Ian Livingstone lapozgatós könyveinek, az 1982-es indulása óta világszerte milliós példányszámban eladott Fighting Fantasy sorozatnak.

## A sorozatban megjelent könyvek listája
|    | Eredeti cím                     | Magyar cím                                         | Szerző(k)                      | Belső illusztrációk      | Borító                    | Eredeti meg- jelenés | Magyar meg- jelenés | Magyar kiadó      | Stílus    | Magyar sorozat             |
| -- | ------------------------------- | -------------------------------------------------- | ------------------------------ | ------------------------ | ------------------------- | -------------------- | ------------------- | ----------------- | --------- | -------------------------- |
| 1  | The Warlock of Firetop Mountain | A Tűzhegy varázslója                               | Steve Jackson, Ian Livingstone | Russ Nicholson           | Peter Andrew Jones        | 1982                 | 1989                | Rakéta Könyvkiadó | fantasy   | Kaland, játék, kockázat 2  |
| 2  | The Citadel of Chaos            | A káosz fellegvára                                 | Steve Jackson                  | Russ Nicholson           | Emmanuel, Ian Miller      | 1983                 | 1990                | Rakéta Könyvkiadó | fantasy   | Kaland, játék, kockázat 6  |
| 3  | The Forest of Doom              | A végzet erdeje                                    | Ian Livingstone                | Malcolm Barter           | Iain McCaig               | 1983                 | 1992                | Rakéta Könyvkiadó | fantasy   | Kaland, játék, kockázat 16 |
| 4  | Starship Traveller              | Csillaghajó                                        | Steve Jackson                  | Peter Andrew Jones       | Peter Andrew Jones        | 1983                 | 1993                | Új Vénusz         | sci-fi    | Fantázia Harcos 8          |
| 5  | City of Thieves                 | Tolvajok városa                                    | Ian Livingstone                | Iain McCaig              | Iain McCaig               | 1983                 | 1991                | Rakéta Könyvkiadó | fantasy   | Kaland, játék, kockázat 12 |
| 6  | Deathtrap Dungeon               | Halállabirintus                                    | Ian Livingstone                | Iain McCaig              | Iain McCaig               | 1984                 | 1989                | Rakéta Könyvkiadó | fantasy   | Kaland, játék, kockázat 1  |
| 7  | Island of the Lizard King       | A gyíkkirály szigete                               | Ian Livingstone                | Alan Langford            | Ian McCaig                | 1984                 | 1989                | Rakéta Könyvkiadó | fantasy   | Kaland, játék, kockázat 4  |
| 8  | Scorpion Swamp                  | A Skorpiók Mocsara                                 | Steve Jackson (USA)            | Duncan Smith             | Duncan Smith              | 1984                 | 1989                | Rakéta Könyvkiadó | fantasy   | Kaland, játék, kockázat 5  |
| 9  | Caverns of the Snow Witch       | A Hóboszorkány barlangjai                          | Ian Livingstone                | Gary Ward, Edward Crosby | Les Edwards               | 1984                 | 1990                | Rakéta Könyvkiadó | fantasy   | Kaland, játék, kockázat 8  |
| 10 | House of Hell                   | Az elátkozott ház                                  | Steve Jackson                  | Tim Sell                 | Ian Miller                | 1984                 | 1991                | Rakéta Könyvkiadó | horror    | Kaland, játék, kockázat 14 |
| 11 | Talisman of Death               | A haláltalizmán                                    | Jamie Thomson, Mark Smith      | Bob Harvey               | Peter Andrew Jones        | 1984                 | 1991                | Rakéta Könyvkiadó | fantasy   | Kaland, játék, kockázat 10 |
| 12 | Space Assassin                  | Űr orgyilkos                                       | Andrew Chapman                 | Geoffrey Senior          | Christos Achilleos        | 1985                 | 1992                | Új Vénusz         | sci-fi    | Fantázia Harcos 1          |
| 13 | Freeway Fighter                 | Az országút harcosa                                | Ian Livingstone                | Kevin Bulmer             | Jim Burns                 | 1985                 | 1989                | Rakéta Könyvkiadó | sci-fi    | Kaland, játék, kockázat 3  |
| 14 | Temple of Terror                | A rémület útvesztője                               | Ian Livingstone                | Bill Houston             | Christos Achilleos        | 1985                 | 1991                | Rakéta Könyvkiadó | fantasy   | Kaland, játék, kockázat 11 |
| 15 | The Rings of Kether             | A Ketheri Maffia                                   | Andrew Chapman                 | Nik Spender              | Terry Oakes               | 1985                 | 1993                | Új Vénusz         | sci-fi    | Fantázia Harcos 3          |
| 16 | Seas of Blood                   | A vértengerek                                      | Andrew Chapman                 | Bob Harvey               | Rodney Matthews           | 1985                 | 1990                | Rakéta Könyvkiadó | fantasy   | Kaland, játék, kockázat 7  |
| 17 | Appointment with F.E.A.R.       | Találkozás F.E.A.R.-rel                            | Steve Jackson                  | Declan Considine         | Brian Bolland             | 1985                 | 1993                | Új Vénusz         | szuperhős | Fantázia Harcos 7          |
| 18 | Rebel Planet                    | Lázadók bolygója                                   | Robin Waterfield               | Gary Mayes               | Alan Craddock             | 1985                 | 1993                | Új Vénusz         | sci-fi    | Fantázia Harcos 6          |
| 19 | Demons of the Deep              | A Mélység Démonai                                  | Steve Jackson (USA)            | Bob Harvey               | Les Edwards               | 1986                 |                     |                   | fantasy   |                            |
| 20 | Sword of the Samurai            | A szamuráj kardja                                  | Mark Smith, Jamie Thomson      | Alan Langford            | Peter Andrew Jones        | 1986                 | 1991                | Rakéta Könyvkiadó | fantasy   | Kaland, játék, kockázat 13 |
| 21 | Trial of Champions              | Bajnokok próbája                                   | Ian Livingstone                | Brian Williams           | Brian Williams            | 1986                 | 1990                | Rakéta Könyvkiadó | fantasy   | Kaland, játék, kockázat 9  |
| 22 | Robot Commando                  | Robot kommandó                                     | Steve Jackson (USA)            | Gary Mayes               | David Martin              | 1986                 | 1993                | Új Vénusz         | sci-fi    | Fantázia Harcos 4          |
| 23 | Masks of Mayhem                 | A pusztítás maszkjai                               | Robin Waterfield               | Russ Nicholson           | John Sibbick              | 1986                 | 1992                | Rakéta Könyvkiadó | fantasy   | Kaland, játék, kockázat 15 |
| 24 | Creature of Havoc               | A pusztító                                         | Steve Jackson                  | Alan Langford            | Ian Miller                | 1986                 |                     |                   | fantasy   |                            |
| 25 | Beneath Nightmare Castle        | Lidérckastély alatt                                | Peter Darvill-Evans            | Dave Carson              | Terry Oakes               | 1987                 |                     |                   | fantasy   |                            |
| 26 | Crypt of the Sorcerer           | A varázsló kriptája                                | Ian Livingstone                | John Sibbick             | Les Edwards               | 1987                 | 1993                | Rakéta Könyvkiadó | fantasy   | Kaland, játék, kockázat 17 |
| 27 | Star Strider                    | Csillagközi fejvadász                              | Luke Sharp                     | Gary Mayes               | Alan Craddock             | 1987                 | 1993                | Új Vénusz         | sci-fi    | Fantázia Harcos 9          |
| 28 | Phantoms of Fear                | A félelem fantomjai                                | Robin Waterfield               | Ian Miller               | Ian Miller                | 1987                 |                     |                   | fantasy   |                            |
| 29 | Midnight Rogue                  | Éjféli tolvaj                                      | Graeme Davis                   | John Sibbick             | John Sibbick              | 1987                 |                     |                   | fantasy   |                            |
| 30 | Chasms of Malice                | A gyűlölet szakadéka                               | Luke Sharp                     | Russ Nicholson           | Les Edwards               | 1987                 |                     |                   | fantasy   |                            |
| 31 | Battleblade Warrior             | A kard mestere                                     | Marc Gascoigne                 | David Gallagher          | David Gallagher           | 1988                 |                     |                   | fantasy   |                            |
| 32 | Slaves of the Abyss             | A mélység rabszolgái                               | Paul Mason, Steve Williams     | Bob Harvey               | Terry Oakes               | 1988                 | 1993                | Új Vénusz         | fantasy   | Fantázia Harcos 2          |
| 33 | Sky Lord                        | Égi fejedelem                                      | Martin Allen                   | Tim Sell                 | Les Edwards               | 1988                 | 1993                | Új Vénusz         | sci-fi    | Fantázia Harcos 5          |
| 34 | Stealer of Souls                | Lopakodó lelkek                                    | Keith Martin                   | Russ Nicholson           | Terry Oakes               | 1988                 | 1993                | Új Vénusz         | fantasy   | Fantázia Harcos 10         |
| 35 | Daggers of Darkness             | A sötétség tőrei                                   | Luke Sharp                     | Martin McKenna           | Les Edwards               | 1988                 |                     |                   | fantasy   |                            |
| 36 | Armies of Death                 | A halál seregei                                    | Ian Livingstone                | Nik Williams             | Chris Achilleos           | 1988                 | 1993                | Új Vénusz         | fantasy   | Fantázia Harcos 11         |
| 37 | Portal of Evil                  | A gonosz kapuja                                    | Peter Darvill-Evans            | Alan Langford            | David Gallagher           | 1989                 |                     |                   | fantasy   |                            |
| 38 | Vault of the Vampire            | A vámpír kriptája                                  | Keith Martin                   | Martin McKenna           | Les Edwards               | 1989                 |                     |                   | fantasy   |                            |
| 39 | Fangs of Fury                   | Örjöngő agyarak                                    | Luke Sharp                     | David Gallagher          | David Gallagher           | 1989                 |                     |                   | fantasy   |                            |
| 40 | Dead of Night                   | Démonvadász                                        | Jim Bambra, Stephen Hand       | Martin McKenna           | Terry Oakes               | 1989                 |                     |                   | fantasy   |                            |
| 41 | Master of Chaos                 | A káosz ura                                        | Keith Martin                   | David Gallagher          | Les Edwards               | 1990                 |                     |                   | fantasy   |                            |
| 42 | Black Vein Prophecy             | A kétélű jóslat                                    | Paul Mason, Steven Williams    | Terry Oakes              | Terry Oakes               | 1990                 |                     |                   | fantasy   |                            |
| 43 | The Keep of the Lich Lord       | A halálúr erődje                                   | Dave Morris, Jamie Thomson     | David Gallagher          | David Gallagher           | 1990                 |                     |                   | fantasy   |                            |
| 44 | Legend of the Shadow Warriors   | Árnyékharcosok legendája                           | Stephen Hand                   | Martin McKenna           | Terry Oakes               | 1991                 |                     |                   | fantasy   |                            |
| 45 | Spectral Stalkers               | Szellemvadászok                                    | Peter Darvill-Evans            | Tony Hough               | Ian Miller                | 1991                 |                     |                   | fantasy   |                            |
| 46 | Tower of Destruction            | A pusztítás tornya                                 | Keith Martin                   | Pete Knifton             | Terry Oakes               | 1991                 |                     |                   | fantasy   |                            |
| 47 | The Crimson Tide                | A bíbor áradat                                     | Paul Mason                     | Terry Oakes              | Alan Craddock             | 1992                 |                     |                   | fantasy   |                            |
| 48 | Moonrunner                      | Holdjáró                                           | Stephen Hand                   | Martin McKenna           | Terry Oakes               | 1992                 |                     |                   | fantasy   |                            |
| 49 | Siege of Sardath                | Sardath ostroma                                    | Keith P. Phillips              | Pete Knifton             | Les Edwards               | 1992                 |                     |                   | fantasy   |                            |
| 50 | Return to Firetop Mountain      | Visszatérés a Tűzhegybe (Visszatérés a Tűzhegyhez) | Ian Livingstone                | Martin McKenna           | Les Edwards               | 1992                 | 2021                | Chameleon Comix   | fantasy   |                            |
| 51 | Island of the Undead            | Az élőholtak szigete                               | Keith Martin                   | Russ Nicholson           | Terry Oakes               | 1992                 |                     |                   | fantasy   |                            |
| 52 | Night Dragon                    | Éjsárkány                                          | Keith Martin                   | Tony Hough               | Tony Hough                | 1993                 |                     |                   | fantasy   |                            |
| 53 | Spellbreaker                    | Varázstörő                                         | Jonathan Green                 | Alan Langford            | Alan Langford             | 1993                 |                     |                   | fantasy   |                            |
| 54 | Legend of Zagor                 | Zagor legendája                                    | Ian Livingstone                | Martin McKenna           | Jim Burns, Martin McKenna | 1993                 | 2001                | Szukits           | fantasy   | Kaland, játék, kockázat 19 |
| 55 | Deathmoor                       | Halálmocsár                                        | Robin Waterfield               | Russ Nicholson           | Terry Oakes               | 1994                 |                     |                   | fantasy   |                            |
| 56 | Knights of Doom                 | Démonlovagok                                       | Jonathan Green                 | Tony Hough               | Tony Hough                | 1994                 | 1998                | Szukits           | fantasy   | Kaland, játék, kockázat 18 |
| 57 | Magehunter                      | Mágusvadász                                        | Paul Mason                     | Russ Nicholson           | Ian Miller                | 1995                 |                     |                   | fantasy   |                            |
| 58 | Revenge of the Vampire          | A vámpír bosszúja                                  | Keith Martin                   | Martin McKenna           | Les Edwards               | 1995                 |                     |                   | fantasy   |                            |
| 59 | Curse of the Mummy              | A múmia átka                                       | Jonathan Green                 | Martin McKenna           | Martin McKenna            | 1995                 |                     |                   | fantasy   |                            |
| 60 | Assassins of Allansia           | Allansia bérgyilkosai                              | Ian Livingstone                | Robert M. Ball           | Robert M. Ball            | 2019                 | 2020                | Chameleon Comix   | fantasy   |                            |
| 61 | The Port of Peril               | A veszedelem kikötője                              | Ian Livingstone                | Vlado Krizan             | Robert M. Ball            | 2017                 | 2021                | Chameleon Comix   | fantasy   |                            |

## A Kaland Játék Varázslat sorozatban megjelent könyvek listája
|   | Eredeti cím               | Magyar cím                    | Szerző(k)     | Belső illusztrációk | Borító       | Eredeti megjelenés | Magyar megjelenés | Magyar kiadó      |
| - | ------------------------- | ----------------------------- | ------------- | ------------------- | ------------ | ------------------ | ----------------- | ----------------- |
| 1 | The Shamutanti Hills      | A Shamutanti dombok           | Steve Jackson | John Blanche        | John Blanche | 1983               | 1992              | Rakéta Könyvkiadó |
| 2 | Kharé – Cityport of Traps | Kharé, a csapdák kikötővárosa | Steve Jackson | John Blanche        | John Blanche | 1984               | 1992              | Rakéta Könyvkiadó |
| 3 | The Seven Serpents        | Hét sárkánykígyó              | Steve Jackson | John Blanche        | John Blanche | 1984               | 1992              | Rakéta Könyvkiadó |
| 4 | The Crown of Kings        | Királyok koronája             | Steve Jackson | John Blanche        | John Blanche | 1985               | 1993              | Új Vénusz         |